# ۹گگ
۹گگ (به انگلیسی: 9GAG) تارنمای طنز از کشور هنگ کنگ و به میزبانیِ وب ایالات متحده یکی از بهترین و شناخته شده‌ترین وب گاه‌های میم و کمیک می‌باشد.

## سبک و محتوا
۹گگ سیستمی مشابه وبلاگ دارد که هر پست آن گگ نامیده شده و در هر صفحه ۹ پست ارسالی از کاربران سایت که جزئی از برترین کمیک یا میم‌های منتخب بوده که با سیستم امتیازدهی سایت به صفحه اصلی سایت ارسال شده قرار دارد. گگ‌ها معمولاً از ترکیب تصاویر از پیش ساخته شده و پیش فرض (وگاها تصاویر برداشته شده از یوتیوب) ثابتی تشکیل شده که بنابر موضوع آن با چینش این تصاویر و قرار دادن متن در کنار آن به خلق آثار جدید با درون مایه طنز می‌پردازد. تکراری بودن شکلک‌ها و برخی از تصاویر به کاربرده شده در گگ‌ها به طرزی طنزآلود کنایه‌ای به کلیشه‌های مشترک رفتاری بین مردان و زنان، سیاستمداران، هنرمندان و دیگران می‌پردازد.
هر کاربر عضو ۹گگ می‌تواند گگ خود را با تیتر Vote (به فارسی: رای) ارسال کند. درصورت کسب حدنصاب رای مثبت از سوی بازدیدکنندگان به بخش Trending صفحه اصلی سایت ارسال می‌شود.

لوگوی قدیمی